# Savannah Sanitoa
Savannah Sanitoa (sinh ngày 30 tháng 4 năm 1987) là một vận động viên điền kinh và điền kinh thi đấu quốc tế cho Samoa thuộc Mỹ. Cô nổi tiếng nhất khi thi đấu ở chặng nước rút 100 mét tại Giải vô địch thế giới IAAF 2009 ở Berlin.
Năm 2006, Sanitoa đại diện cho Samoa Mỹ tại Giải vô địch thế giới thiếu niên IAAF lần thứ 11 tại Bắc Kinh. Cô thi đấu ở chặng nước rút 100 mét và đứng thứ 8 trong sự nóng bỏng của mình mà không tiến vào vòng hai. Cô chạy quãng đường trong khoảng thời gian 14,56 giây.
Năm 2009, cô tham gia Giải vô địch thế giới IAAF lần thứ 12. Cô thi đấu ở chặng nước rút 100 mét và đứng thứ 6 trong sức nóng của mình mà không tiến vào vòng hai. Cô chạy quãng đường trong khoảng thời gian 14,23 giây, 0,16 giây ngoài khả năng cá nhân tốt nhất là 14,07.

## Thành tích cá nhân tốt nhất
| Ngày                    | Biến cố | Địa điểm        | Hiệu suất |
| ----------------------- | ------- | --------------- | --------- |
| Ngày 1 tháng 6 năm 2003 | 100 m   | Apia, Tây Samoa | 14,07     |
| Ngày 1 tháng 1 năm 2003 | Bắn đặt | Apia, Tây Samoa | 8,55      |
| Ngày 1 tháng 6 năm 2003 | Ném lao | Apia, Tây Samoa | 32,41     |

## Thành tích
| Năm                         | Giải đấu                    | Địa điểm                    | Thứ hạng                    | Nội dung                    | Chú thích                   |
| Representing Samoa thuộc Mỹ | Representing Samoa thuộc Mỹ | Representing Samoa thuộc Mỹ | Representing Samoa thuộc Mỹ | Representing Samoa thuộc Mỹ | Representing Samoa thuộc Mỹ |
| --------------------------- | --------------------------- | --------------------------- | --------------------------- | --------------------------- | --------------------------- |
| 2002                        | Oceania Youth Championships | Christchurch, New Zealand   | 3rd                         | Long jump                   | 4.38 w (wind: 6.2 m/s)      |
| 2002                        | Oceania Youth Championships | Christchurch, New Zealand   | 3rd                         | Hammer throw                | 21.44 m                     |
| 2006                        | World Junior Championships  | Bắc Kinh, Trung Quốc        | 62nd (h)                    | 100m                        | 14.56 (wind: +0.8 m/s)      |